# Salinas (Cuevo)
Salinas ist eine Ortschaft im Departamento Santa Cruz im südamerikanischen Andenstaat Bolivien.

## Lage im Nahraum
Salinas liegt in der Provinz Cordillera ist ein Ort im Cantón Cuevo im Municipio Cuevo. Die Ortschaft liegt auf einer Höhe von 81866 m am rechten, östlichen Ufer der Quebrada Salinas, die hier in nördlicher Richtung fließt.

## Geographie
Salinas liegt im Bereich des tropischen Klimas, die sechsmonatige Feuchtezeit reicht von November bis April und die Trockenzeit von Mai bis Oktober. Die Jahresdurchschnittstemperatur beträgt 22,9 °C, mit 17 bis 18 °C von Juni bis Juli und über 26 °C von November bis Dezember. Der Jahresniederschlag beträgt 875 mm, feuchteste Monate sind Dezember und Januar mit 175 mm und trockenste Monate Juli und August mit nur 9 mm.

## Verkehrsnetz
Salinas liegt 317 Straßenkilometer südlich von Santa Cruz, der Hauptstadt des gleichnamigen Departamentos.
Von Santa Cruz führt die asphaltierte Nationalstraße Ruta 9 in südlicher Richtung über Camiri nach Salinas, und von dort weiter nach Süden über Ibicuati bis nach Yacuiba an der argentinischen Grenze.

## Bevölkerung
Die Einwohnerzahl der Ortschaft ist in dem Jahrzehnt zwischen den beiden letzten Volkszählungen um etwa ein Zehntel angestiegen:
| Jahr | Einwohner         | Quelle       |
| ---- | ----------------- | ------------ |
| 1992 | keine Detaildaten | Volkszählung |
| 2001 | 336               | Volkszählung |
| 2012 | 365               | Volkszählung |
| 2024 |                   | Volkszählung |